# Let's Go Crazy (chanson d'Indra)
Pour les articles homonymes, voir Let's Go Crazy.
Singles de Indra
Misery
(1991)
Let's Go Crazy est le premier single de la chanteuse suédoise Indra. Sorti fin 1990, il obtient très vite du succès non seulement en radio, mais aussi sur les pistes de danse puisqu'il restera plusieurs semaines N°1 au Hit Club français et ira jusqu'à la 11e place du Top 50. La chanson suit les tendances Dance/Rap de l'époque dans le genre de Pump up the jam de Technotronic. Le passage rap d'intro est à créditer au rappeur Punchy Anderson.